# Ministarstvo vanjskih poslova Nezavisne Države Hrvatske
Ministarstvo vanjskih poslova Nezavisne Države Hrvatske je bilo ministarstvo Vlade Nezavisne Države Hrvatske osnovana na odredbu 24. lipnja 1941. godine.

## Djelovanje
Ministarstvo vanjskih poslova je osnovano radi provedbe utvrđene vanjske politike, osnivanje agencije, odnos sa stranim zemljama, zaštita hrvatskih interesa i njenih građana, prikupljanje političke strukture, prikupljanje ispisa podataka. Nadzor ureda za informiranje, radio postaja i tiska, nadzor nad radom ureda za izvješća ministarstva, praćenje razvoja međunarodnog prava, suradnju na zaključivanje međunarodnih ugovora, ovlasti za potpisivanje međunarodnih ugovora, spremanje međunarodnih ugovora i dokumenata, kulturne suradnje sa stranim zemljama, vize, međunarodni promet, imigracije i emigracije, čast konzulata i stranih konzularnih predstavnika.
Mjesna nadležnost Ministarstva vanjskih poslova također uključuje hrvatske konzulartne urede (veleposlanstva, konzulatne urede, socijalne službe, trgovačke delegacije, itd).
Prema teritorijalnoj nadležnosti MVP je obuhvaćalo i hrvatska poslanstva u stranim zemljama (poslanstva i konzulate, generalne konzulate, konzularna predstavništva, socijalna predstavništva, trgovačke delegacije).

### Veleposlanstva
Zgrade ili samo prostor u zgradi, adrese. Nadnevak otvaranja. Veleposlanici i ostalo više osoblje.

### Konzulati
Zgrade ili samo prostor u zgradi, adrese, generalni konzulati, konzulati i počasni konzulati. Konzuli i ostalo više osoblje. Nadnevak uspostave.

### Trgovačka predstavništva
Zgrade ili samo prostor u zgradi, adrese. Nadnevak uspostave. Osoblje.

## Popis ministara
| # | Portret | Ime i prezime (Rođen-Umro)         | Mandat            | Mandat            | Bilješke                                                     |
| 1 |         | Ante Pavelić (1889. – 1956.)       | 16. travnja 1941. | 9. lipnja 1941.   | Umro u Španjolskoj.                                          |
| 2 |         | Mladen Lorković (1909. – 1945.)    | 9. lipnja 1941.   | 23. travnja 1943. | Pogubili ga ustaše zbog sudjelovanja u uroti Lorković-Vokić. |
| 3 |         | Mile Budak (1889. – 1945.)         | 23. travnja 1943. | 5. studenog 1943. | Nakon rata, komunističke vlasti ga osudile i pogubile.       |
| 4 |         | Stijepo Perić (1896. – 1954.)      | 5. studenog 1943. | 28. travnja 1944. | Umro u Argentini.                                            |
| 5 |         | Mladen Lorković (1909. – 1945.)    | 28. travnja 1944. | 5. svibnja 1944.  | Pogubili ga ustaše zbog sudjelovanja u uroti Lorković-Vokić. |
| 6 |         | Mehmed Alajbegović (1889. – 1945.) | 5. svibnja 1944.  | 8. svibnja 1945.  | Nakon rata, komunističke vlasti ga osudile i pogubile.       |
| - | ------- | ---------------------------------- | ----------------- | ----------------- | ------------------------------------------------------------ |